# Régine Chassagne
Régine Alexandra Chassagne (19 de agosto de 1976) é uma musicista canadense, fundadora da banda de indie rock Arcade Fire junto com seu marido Win Butler.
Nascida no Canadá, sua família havia se mudado do Haiti durante o período de ditadura de Jean-Claude Duvalier. Cresceu em Saint-Lambert, na região de Montreal.
Graduou-se em Comunicação pela Universidade de Concordia em 1998, e começou a estudar jazz na Universidade de McGill. Enquanto cantava jazz em um evento de Concordia em 2000, conheceu Butler, que lhe convenceu a entrar em sua banda. Após mudanças de formação, somente os dois restaram. Casaram-se em 2003, e atualmente ela toca diversos instrumentos durante os concertos, incluindo o acordeão, bateria e xilofone.